# 高槻ジャズストリート
高槻ジャズストリート（たかつきジャズストリート）は、毎年ゴールデンウィークの2日間（主に5月3日・4日）に大阪府高槻市の複数の会場で開催される無料の音楽イベント。観客は毎年10万人以上を集め、開催中の2日間は会場周辺を中心に町中がジャズバー、ライブハウスと化す。

## 概要
市民ボランティアからなる「高槻ジャズストリート実行委員会」によって運営されているイベントで、運営資金は、スポンサー協力、寄付・募金、Tシャツをはじめとするグッズや飲食ブースの売り上げで成り立っている。パンフレット及び全会場への入場、演奏はすべて無料である（一部の飲食店会場では1ドリンクの注文を求められる場合もある）。
会場は阪急京都本線高槻市駅、JR京都線高槻駅周辺の一帯。高槻市立桃園小学校グラウンド（高槻市役所横）、高槻現代劇場とその周辺（高槻城跡公園野球場、野見神社能舞台など）、関西大学高槻ミューズキャンパスなどを中心として、高槻市駅高架下のスペースや駅周辺の飲食店店内・店頭、郊外のあくあぴあ芥川・摂津峡公園などの複数の会場で開催される。出演バンドはプロミュージシャンや一般公募によるアマチュアバンドのほか、毎年1月に高槻現代劇場で行われる「たかつきスクールJAZZコンテスト」（近畿一円の中学校・高等学校のスクールバンドを対象に公募し、プロのジャズミュージシャンを審査員に迎えて行われる関連イベント）の優秀バンドに出場枠が割り当てられる。
本イベントの特徴として、無料巡回バス「パラダイス号」の運行があげられる。これは、高槻市交通部のバス2台を借り上げて会場内を巡回するものであるが、バス車内そのものが演奏会場となっており、1周で1バンドが演奏するスケジュールとなっている。巡回ルートは以下の通り。
- 高槻現代劇場前→生涯学習センター前（市役所前）→JR高槻駅南ロータリー→阪急高槻市駅北側→高槻現代劇場前（1周30分・2台交互運行）
- あくあぴあ芥川→JR高槻駅南ロータリー→あくあぴあ芥川（1周60分）

途中降車も可能だが、人気のあるミュージシャンが乗車して演奏する場合には、そのミュージシャン目当てで行列が出来る事も稀にある。
2009年（第11回）は39会場で開催予定。
5月5日は茨木市でもJazzイベント茨木音楽祭を開催。
また、2009年10月に秋のジャズ&フリマ高槻食の文化祭を開催。
音楽のジャンルは多岐に渡り、ジャズ、ブラックミュージック、ブルース、フュージョン、ラテン、ビッグバンド、ボサノヴァ、ゴスペル、ディキシーランド・ジャズ、etc（ノンジャンル）と、さまざまな人が楽しめるものとなっている。
ボランティアによる運営で人的リソースが少ないうえに、十万人規模の来客者がいるイベントの為、来客誘導やゴミ、騒音などの問題などをかかえている。事前準備および当日のボランティアスタッフを通年募集している。詳しくは外部リンクの項を参照。

## 沿革
1999年に、「高槻の街を、明るく楽しい音楽溢れる素晴らしい街にしよう」というジャズ好きの市民有志によって立案された。そのため運営も主婦や学生、お年寄りなどの市民のボランティアが主催している。大規模なジャズイベントを無料で行うとあって、メディアでも注目され、第1回は予想を大きく上回る3万人が来客するなど、町おこしイベントとしては大成功であった。その年の11月に行われた「高槻ジャズフェスティバル」をNHKが取材、「音楽あふれる街に憧れて」という番組を制作し、全国ネットで放映された。第1回から毎年秋には高槻ジャズフェスティバルが開催されており、また、2010年からは身近な音楽イベントとして、新たに「高槻ジャズ風景」が開催されている。
2001年に財団法人大阪21世紀協会が選ぶ「大阪スグレもの21賞」を受賞し、2005年には、第22回「大阪府まちづくり功労者賞」を高槻ジャズストリート実行委員会が受賞している。第10回を迎えた2008年には観客動員数が15万人を超え、日本最大級のジャズイベントとして2009年1月27日に大阪ミュージアム登録物に認定され、だんじり祭、天神祭などと共にベストセレクションに選ばれている。

### 年表
| 回 | 年     | 月日   | 参加    | 参加   | 会場     | 来場者数 | ボランティア | 備考                                       |
| 回 | 年     | 月日   | バンド  | 人数   | 会場     | 来場者数 | ボランティア | 備考                                       |
| -- | ------ | ------ | ------- | ------ | -------- | -------- | ------------ | ------------------------------------------ |
| 1  | 1999年 | 5月7日 | 50組    | 200人  | 10ヶ所   | 3万人    | 150人        | NHKで全国放送される                        |
| 1  | 1999年 | 8日    | 50組    | 200人  | 10ヶ所   | 3万人    | 150人        | NHKで全国放送される                        |
| 2  | 2000年 | 5月5日 | 100組   | 600人  | 14ヶ所   | 5万人    | 200人        |                                            |
| 2  | 2000年 | 6日    | 100組   | 600人  | 14ヶ所   | 5万人    | 200人        |                                            |
| 3  | 2001年 | 5月5日 | 150組   | 800人  | 18ヶ所   | 7万人    | 400人        | 「大阪スグレもの21賞」受賞                 |
| 3  | 2001年 | 6日    | 150組   | 800人  | 18ヶ所   | 7万人    | 400人        | 「大阪スグレもの21賞」受賞                 |
| 4  | 2002年 | 5月5日 | 220組   | 1000人 | 17ヶ所   | 10万人   | 500人        |                                            |
| 4  | 2002年 | 6日    | 220組   | 1000人 | 17ヶ所   | 10万人   | 500人        |                                            |
| 5  | 2003年 | 5月3日 | 300組   | 1400人 | 22ヶ所   | 10万人   | 500人        |                                            |
| 5  | 2003年 | 4日    | 300組   | 1400人 | 22ヶ所   | 10万人   | 500人        |                                            |
| 6  | 2004年 | 5月3日 | 327組   | 1617人 | 24ヶ所   | 9万人    | 800人        |                                            |
| 6  | 2004年 | 4日    | 327組   | 1617人 | 24ヶ所   | 9万人    | 800人        |                                            |
| 7  | 2005年 | 5月3日 | 350組   | 2000人 | 39ヶ所   | 10万人   | 1000人       | 第22回「大阪府まちづくり功労者賞」受賞     |
| 7  | 2005年 | 4日    | 350組   | 2000人 | 39ヶ所   | 10万人   | 1000人       | 第22回「大阪府まちづくり功労者賞」受賞     |
| 7  | 2005年 | 5日    | 350組   | 2000人 | 39ヶ所   | 10万人   | 1000人       | 第22回「大阪府まちづくり功労者賞」受賞     |
| 8  | 2006年 | 5月3日 | 430組   | 2800人 | 43ヶ所   | 12万人   | 1000人       |                                            |
| 8  | 2006年 | 4日    | 430組   | 2800人 | 43ヶ所   | 12万人   | 1000人       |                                            |
| 9  | 2007年 | 5月3日 | 484組   | 4400人 | 40ヶ所   | 11万人   | 1500人       |                                            |
| 9  | 2007年 | 4日    | 484組   | 4400人 | 40ヶ所   | 11万人   | 1500人       |                                            |
| 10 | 2008年 | 5月3日 | 613組   | 4000人 | 47ヶ所   | 15万人   | 3000人       |                                            |
| 10 | 2008年 | 4日    | 613組   | 4000人 | 47ヶ所   | 15万人   | 3000人       |                                            |
| 11 | 2009年 | 5月3日 | 584組   | 3000人 | 39ヶ所   | 12万人   | 800人        | 「大阪ミュージアム」ベストセレクション認定 |
| 11 | 2009年 | 4日    | 584組   | 3000人 | 39ヶ所   | 12万人   | 800人        | 「大阪ミュージアム」ベストセレクション認定 |
| 12 | 2010年 | 5月3日 | 571組   | 3000人 | 43ヶ所   | 12万人   | 1000人       |                                            |
| 12 | 2010年 | 4日    | 571組   | 3000人 | 43ヶ所   | 12万人   | 1000人       |                                            |
| 13 | 2011年 | 5月3日 | 577組   | 3000人 | 46ヶ所   | 万人     | 人           |                                            |
| 13 | 2011年 | 4日    | 577組   | 3000人 | 46ヶ所   | 万人     | 人           |                                            |
| 14 | 2012年 | 5月3日 | 609組   | 3000人 | ヶ所     | 12万人   | 人           |                                            |
| 14 | 2012年 | 4日    | 609組   | 3000人 | ヶ所     | 12万人   | 人           |                                            |
| 15 | 2013年 | 5月3日 | 組      | 人     | 52ヶ所   | 万人     | 人           |                                            |
| 15 | 2013年 | 4日    | 組      | 人     | 52ヶ所   | 万人     | 人           |                                            |
| 16 | 2014年 | 5月3日 | 754組   | 人     | 54ヶ所   | 万人     | 人           |                                            |
| 16 | 2014年 | 4日    | 754組   | 人     | 54ヶ所   | 万人     | 人           |                                            |
| 17 | 2015年 | 5月3日 | 758組   | 3879人 | 57ヶ所   | 万人     | 人           |                                            |
| 17 | 2015年 | 4日    | 758組   | 3879人 | 57ヶ所   | 万人     | 人           |                                            |
| 18 | 2016年 | 5月3日 | 794組   | 人     | 60ヶ所   | 万人     | 人           |                                            |
| 18 | 2016年 | 4日    | 794組   | 人     | 60ヶ所   | 万人     | 人           |                                            |
| 19 | 2017年 | 5月3日 | 組      | 人     | ヶ所     | 万人     | 人           |                                            |
| 19 | 2017年 | 4日    | 組      | 人     | ヶ所     | 万人     | 人           |                                            |
| 20 | 2018年 | 5月3日 | 組      | 人     | ヶ所     | 万人     | 人           |                                            |
| 20 | 2018年 | 4日    | 組      | 人     | ヶ所     | 万人     | 人           |                                            |
| 21 | 2019年 | 5月3日 | 約850組 | 人     | 約70ヶ所 | 10万人   | 人           |                                            |
| 21 | 2019年 | 4日    | 約850組 | 人     | 約70ヶ所 | 10万人   | 人           |                                            |
| 22 | 2020年 | 5月3日 | 0組     | 0人    | 0ヶ所    | 0万人    | 0人          | 新型コロナウイルスの影響で中止             |
| 22 | 2020年 | 4日    | 0組     | 0人    | 0ヶ所    | 0万人    | 0人          | 新型コロナウイルスの影響で中止             |

## 演奏会場
主な演奏会場
- 高槻現代劇場
- 高槻現代劇場文化ホール
- 高槻生涯学習センター
- 高槻市総合市民交流センター
- 阪急高槻市駅前噴水広場
- 阪急高槻市駅高架下広場
- JT生命誌研究館
- 高槻城跡公園

### 第11回
- JT生命誌研究館（屋内)
- 芥川商店街特設会場(屋外)
- Birth Act(屋内)
- アクトアモーレプロムナードステージ(屋外)
- オーロラシティ高槻西部1F正面入口(屋外)
- 高槻市総合市民交流センター8階イベントホール(屋内)
- 松坂屋屋上会場(屋内)
- Marinna（屋内)
- JK RUSH(屋内)(BAR)
- 高槻現代劇場大ホール(屋内)(ホール)
- 高槻現代劇場文化ホール3Fレセプションルーム（屋内）
- 高槻市教育会館研修ホール(屋内)
- 野見神社能舞台(屋外)(神社)
- VANILLA(屋内)(カフェ)
- 高槻城跡公園(屋外)
- 高槻市立第一中学校特設会場(屋外)
- 高槻城跡公園グラウンド(屋外)
- ピアマータ(屋内)(BAR)
- ボンバ・デ・クラーク(屋内)(カフェ・レストランバー)
- ナッシュビルウェスト(屋内)(LiveHouse)
- 和スウィーツカフェみや(屋内)(新会場)
- Bar KING(屋内)(BAR)
- Bar amitie(屋内)(BAR)
- Live Bar DOLLS(屋内)(BAR)(新会場)
- Allure(屋内)(BAR)
- 阪急高槻市駅高架下広場(屋外)
- D&C(屋内)(レストラン)
- JK 高槻(屋内)(BAR)
- り'あさ(屋内)(カフェ)
- Billie's Bounce(屋内)(BAR)
- 阪急高槻市駅前噴水広場(屋外)
- 阪急高槻市駅コンコース(屋外)
- JK's BIRD(屋内)(BAR)
- Duke Bar(屋内)(BAR)
- セントラルマーケット2F3F(屋内)
- あくあぴあ芥川(屋外)(新会場）
- パラダイス号(バス)

### 第13回
- JT生命誌研究館（屋内)
- 芥川商店街特設会場(屋外)
- 関西大学高槻ミューズキャンパス1Fレストランミューズ(屋内)(新会場)
- オーロラシティ高槻西部1F正面入口(屋外)
- アクトアモーレプロムナードステージ(屋外)
- 松坂屋屋上会場(屋内)
- Birth Act(屋内)
- 高槻市総合市民交流センター8階イベントホール(屋内)
- Marinna（屋内)
- あくあぴあ芥川(屋外)(新会場）
- JK RUSH(屋内)(BAR)
- 炭火料理　炭摂家(屋内)(居酒屋)(新会場)
- JK 高槻(屋内)(BAR)
- Duke Bar(屋内)(BAR)
- ナッシュビルウエスト(屋内)(LiveHouse)
- こなもんBar IMPACT(屋内)(BAR)(新会場)
- JK's BIRD(屋内)(BAR)
- Billie's Bounce(屋内)(BAR)
- Bar amitie(屋内)(BAR)
- ピアマータ(屋内)(BAR)
- LIVE X BAR Dolls(屋内)(BAR)
- Western Saloon ROUTE171(屋内)(BAR)(新会場)
- 高槻セレクトシネマ(屋内)(映画館)(新会場)
- 阪急高槻市駅前噴水広場(屋外)
- 阪急高槻市駅高架下広場(屋外)
- 阪急高槻南駅前通商店街特設会場ファイブプラザ4F(屋内)(新会場)
- Allure(屋内)(BAR)
- JKカフェ(屋内)(カフェ)
- ALVAMAR(屋内)(カフェバー)
- り'あさ(屋内)(カフェ)
- 生涯学習センター2F多目的ホール(屋内)(ホール)
- セントラルマーケット2F(屋内)
- 阪急高槻市駅コンコース(屋外)
- 大阪医科大学歴史資料館3F
- 高槻現代劇場大ホール(屋内)(ホール)
- 高槻現代劇場文化ホール3Fレセプションルーム（屋内）
- 高槻現代劇場文化ホール2F展示室（屋内）
- 野見神社能舞台(屋外)(神社)
- 高槻城跡公園市民グラウンド(屋外)(野球場)
- 高槻城跡公園(屋外)
- 姉妹都市センター(屋外)
- カトリック高槻教会(屋外)(教会)
- 城内公民館2F多目的集会室(屋内)
- 高槻市教育会館研修ホール(屋内)
- 高槻市立第一中学校特設会場(屋外)
- 槻の木高校音楽棟(屋内)
- パラダイス号(バス)

## イベント
高槻ジャズストリートは地域活性の為に企画されたイベントで、第1回目から様々なイベントが行われており、アートの森やフリーマーケットは多くの来場者が訪れるイベントでもある。
主なイベント
アートの森
高槻城跡公園会場・市民グラウンド・あくあぴあ芥川内に約100ブースが展開され、芸術家の展覧、作品即売が行われる。
フリーマーケット
ふわふわドーム
ガンバ大阪のマスコットキャラクター、ガンバボーイのふわふわどーむ
第16回より高槻市のマスコットキャラクターはにたんのふわふわドーム
こどもランド
優しいお兄さん、お姉さんが飽きるまで遊んでくれるイベント
ゲル
モンゴルの移動式住宅であるゲル。組み立て等も実演。
チアリーダー
ワークショップ
- 楽器の体験レッスンと試奏会

西部楽器製造協会によるイベント。リコーダー、和太鼓、マリンバ、ボタンアコーディオン、スネアドラム、コントラバスに触れることができる。
犬ねこ譲渡会
アニマルはにまる高槻による保護犬・保護猫の譲渡会。初日のみ城跡公園内にて開催。お散歩体験もできる。

### 第13回
トークライブ
ミュージシャンによるトークライブ
ワークショップ
楽器別のワークショップ
ジャズストリート座談会
「ジャズストリートの作り方、教えます」
ジャズストリート特別上映
アートの森 ArtStreet
高槻城跡公園会場内に約100ブースが展開され、芸術家の展覧、作品即売が行われる。
ふわふわドーム
ガンバ大阪のマスコットキャラクター、ガンバボーイのふわふわどーむ
こどもランド
優しいお兄さん、お姉さんが飽きるまで遊んでくれるイベント
スイングダンス教室
チャーリーニーシオによるスイングダンス教室
フリーマーケット

## ゲスト・ミュージシャン

### 第1回
- 日野皓正
- 北野タダオ

### 第2回
- ローランド・ハナ
- 中本マリ

### 第3回
- 穐吉敏子

### 第4回
- アーネスティン・アンダーソン

### 第5回
- 日野皓正
- 穐吉敏子
- ハリー・アレン
- ハワード・アルデン

### 第6回
- エド・ジョーンズ
- グラディ・テイト
- akiko
- TOKU
- 日野賢二
- 小沼ようすけ

### 第7回
- バリー・ハリス
- エド・ジョーンズ
- 金子晴美
- ステファニー・クラーク
- デーモン・ブラウン
- 鍋島直昶
- 古谷充ネイバーフッドビッグバンド
- 三上クニ
- 川嶋哲郎

### 第8回
- ウォーレン・バッシー
- 穐吉敏子
- ルー・タバキン
- 越智順子
- カン・ジナン

### 第9回
- エリック・マリエンサル
- サヤカ
- 谷口英次
- 滝川雅弘
- 中本マリ
- 納屋嘉彦
- バッキー・ピザレリ
- Fried Pride
- 矢頭奈穂
- ROLLY

### 第10回
- Cafe Manouche Special
- DADADA☆DA-N
- ELECTRIC CIRCUS
- Fried Pride
- Heat Elements
- indigo jam unit
- jaz'presso
- K-106
- Melting Soul
- Phillip Strange
- ROLLY
- Solid☆Love
- Sonic Logic
- SpitFunk
- SPY
- TOKU
- YOKO
- アーネスティン・アンダーソン
- 穐吉敏子
- アコ・タイラー
- 新井雅代
- 安ヵ川大樹
- 魚谷のぶまさ
- 大曽学
- 大石学
- 大西ノリフミ
- 小沼ようすけ
- 日野皓正
- 金子晴美
- 川嶋哲郎
- 河村恭子
- 神田芳郎
- 岸ミツアキ
- 五島健史
- 小柳淳子
- 塩本 彰
- 清水ひろみ
- セシル・モンロー
- 高岡正人
- 滝川雅弘
- 竹澤悦子
- 竹田達彦
- 田中ヒロシ
- 谷口英治
- 珍どん
- 寺井豊
- 戸田裕美
- ドン・フリードマン
- 中本マリ
- 中山良一
- ニライカナイ
- 風林火山
- 藤井貞泰
- 松田忠信
- ミキトシヒコ
- 宮下博行
- 宮哲之
- 吉見征樹
- 米木康志
- ロージー倶楽部

### 第11回
- 岸ミツアキ(Piano)
- 渡辺文男(Drum)
- 東雲まり(Vocal)
- 川嶋哲郎(Sax)
- 木畑晴哉(Piano)
- ウェイ・アウト・ウェスト
- 古谷充(Sax)
- Fried Pride
- ジェームス・ムーディ(Sax)
- 中本マリ(Vocal)
- noon(Vocal)
- 谷口英次(Clarinet)
- ROLLY
- SINSKE(Marimba)
- 滝川雅弘(Clarinet)
- 藤井貞泰(Piano)
- Arisu Jazz Band
- 井上弘道(Sax)
- 魚谷のぶまさ(Bass)
- 大石学(Piano)
- 大曽学(Drum)
- 児玉有里子(Vocal)
- 小柳淳子(Vocal)
- セシル・モンロー(Drum)
- 高岡正人(Piano)
- 時安吉宏(Bass)
- 西山瞳(Piano)
- 能勢英史(Guitar)
- フィリップ・ストレンジ(Piano)
- 星野正生(Piano)
- ボンビ柿本(Vocal)
- 宮下博行(Piano)
- 森川奈菜美(Vocal)
- 山本久生(Bass)
- 米木康志(Bass)
- ラリー・マーシャル(Drum)

### 第12回
- ハリー・アレン(Sax)
- Fried Pride
- エド・ジョーンズ(Sax)
- デーモン・ブラウン(Trumpet)
- 熱帯JAZZ楽団
- 泉陽高校軽音楽部S.L.M.S
- ソウルソリストジャズオーケストラ
- ネイバーフットビッグバンド
- 川嶋哲郎(Sax)
- ランディ・ジョンストン(Guitar)
- 岸ミツアキ(Piano)
- チャック・リグス(Drum)
- ロッサノ・スポーティロ(Piano)
- ジョエル・フォーブス(Bass)
- 椎名豊(Piano)
- 本川悠平(Bass)
- 広瀬潤次(Drum)
- 菅原高志(Drum)
- 時安吉宏(Bass)
- フィリップ・ストレンジ(Piano)
- ラリー・マーシャル(Drum)
- 荒玉哲郎(Bass)
- 安ヵ川大樹(Bass)
- 浜崎航(Sax)
- 市原ひかり(Trumpet)
- 佐藤浩一(Piano)
- 橋本学(Drum)
- 中本マリ(Vocal)
- 大石学(Piano)
- 米木康志(Bass)
- セシル・モンロー(Drum)
- 小柳淳子(Vocal)
- 魚谷のぶまさ(Bass)
- 能勢英史(Guitar)
- 高岡正人(Piano)
- 大曽学(Drum)
- 古谷充(Sax)
- 古谷光広(Sax)
- 永見潤(Drum)
- 兼子淳(Drum)
- 大嶺泰史(Bass)
- 大黒克敏(Guitar)
- 遠藤フビト(Vocal)
- 笹井BJ克彦(Bass)
- 吉川彈(Drum)
- 呉羽隆一(Keyborad)
- 滝川雅弘(Clarinet)
- 谷口英次(Clarinet)

### 第13回
- 岸ミツアキ(Piano)
- 纐纈歩美(Sax)
- ケイコ・リー(Vocal)
- 川嶋哲郎(Sax)
- Fried Pride
- 日野皓正
- リトルチェリーズ
- 泉陽高校軽音楽部S.L.M.S
- HeknowsJazzOrchestra
- HONG SOON DAL + Daegu Project(Park Raon)
- Arabesk
- 大曽学(Drum)
- 小柳淳子(Vocal)
- 納屋嘉彦(Piano)
- 俵山昌之(Bass)
- マーク・テイラー(Drum)
- 石井彰(Piano)
- 後藤浩二(Piano)
- 竹澤悦子(Koto)
- 吉見征樹(Tabla)
- 須川崇志(Bass)
- 田中徳崇(Drum)
- フィリップ・ストレンジ(Piano)
- 寺井豊(Guitar)
- 角田浩(Piano)
- 西本憲史(Drum)
- 荒玉哲郎(Bass)
- 大山日出男(Sax)
- 桑山哲也(Accordion)
- ラリー・マーシャル(Drum)
- 藤井貞泰(Piano)
- 藤井美智(Trumpet)
- 魚谷のぶまさ(Bass)
- 高岡正人(Piano)
- 若宮美和(Vocal)
- BJ笹井克彦(Bass)
- 能勢英史(Bass)
- 竹下清志(Piano)
- 三原脩(Bass)
- 木村優一郎(Drum)
- 安ヵ川大樹(Bass)
- 市原ひかり(Trumpet)
- 浜崎航(Sax)
- ルシンダ・ピータース(Vocal)
- 古谷充(Sax)
- 古谷光広(Sax)
- 佐藤浩一(Piano)
- 橋本学(Drum)
- 新井雅代(Vocal)
- 田中ヒロシ(Drum)
- 原満章(Bass)
- 西川サトシ(Bass)
- 中本マリ(Vocal)
- 奥村兄弟
- 松永貴志(Piano)
- 光田臣(Drum)
- 滝川雅弘(Clarinet)
- 谷口英次(Clarinet)
- SINSKE(Marimba)

## 存続
2020年（令和2年）に開催予定だった第22回は、新型コロナウイルスの感染拡大の影響により同年4月12日に中止とすることが決まった。「すべてがボランティアによる」方針を掲げ自治体からの補助を受けておらず、開催の必要経費はTシャツなどのグッズ販売や飲食ブースの売り上げ、企業のスポンサー料、パンフレットの広告代金、募金で賄っているものの、第22回に向けて用意したパンフレットやTシャツ製作などで生じた500万円以上の経費が第22回の中止により赤字となる見通しで、2021年の第23回以降のジャズストリートの存続が危ぶまれていた。しかし、2025年にクラウドファンディングCAMPFIREで一念発起すると、目標金額750万円を超え、121%以上の9115000円を記録した。